# Ai Kondo Yoshida
Ai Kondo Yoshida (近藤吉田　愛, Kondō Yoshida Ai), née le 5 novembre 1980 à Hachiōji, est une skipper japonaise. 

## Biographie
Elle participe trois fois à la compétition de voile aux Jeux olympiques dans la discipline du 470. Ai Kondo Yoshida se classe 14e avec sa coéquipière Naoko Kamata en 2008 à Pékin, également 14e en 2012 à Londres avec Wakako Tabata puis 5e en 2016 à Rio de Janeiro en compagnie de Miho Yoshioka.

## Palmarès
| Compétition           | 2006 | 2007 | 2008 | 2009 | 2010 | 2011 | 2012 | 2013 | 2014 | 2015 | 2016 | 2017 | 2018 | 2019 |
| --------------------- | ---- | ---- | ---- | ---- | ---- | ---- | ---- | ---- | ---- | ---- | ---- | ---- | ---- | ---- |
| Championnats du monde | 2e   | 4e   | 12e  | 8e   | 6e   | 6e   | 6e   | 10e  | 8e   | -    | 11e  | -    | 1re  |      |